# Philippe van Tuycom
Philippe van Tuycom, né le 2 février 1623, fut chronologiquement le 36e abbé d'un monastère prémontré situé à Heverlee, en Belgique, dans la province du Brabant flamand. Ce monastère dénommé abbaye de Parc fut fondé en 1129 et est toujours en activité en 2021. L'abbé Philippe van Tuycom l'administra entre 1682 et jusqu'à sa mort en 1702.
L'abbé Philippe van Tuycom a accordé aux études une place plus importante que ses prédécesseurs parce que le climat extérieur était plus calme. Il a permis à huit de ses religieux d'être promus au grade de licencié en théologie. Pour autant, ce ne fut pas un grand essor intellectuel non plus, car les guerres de Louis XIV et le long séjour à l'abbaye du roi d'Angleterre Guillaume III furent préoccupantes. 
Sur le plan institutionnel, l'abbé Philippe van Tuycom fut juge synodal de l'archevêché de Malines, député et assesseur des États de Brabant.

## Biographie
Philippe van Tuycom est né à Leefdaal le 2 février 1623, d'Arnould van Tuycom et d'Emérence Hauwijck. Il est apparenté à une ancienne famille Van Tudekem, originaire d'une localité située sous Herent.
Il prononce ses vœux solennels à l'abbaye de Parc en 1643, devient prêtre en 1647, curé du couvent et circateur en 1653, licencié en théologie la même année, cellérier en 1654, curé à Wackerzeel en 1665, prieur des religieuses de Gempe en 1667, puis est élu abbé de Parc le 3 août 1682, bénit le 24 août 1682 par l'archevêque de Malines, Alphonse de Berghes, à la chapelle du refuge de Bruxelles,,
Il meurt à l'abbaye de Parc d'une attaque d'apoplexie le 2 août 1702 et est enterré dans la crypte de l'abbatiale de Parc. Son éloge funèbre est prononcé par un de ses religieux, G. Van Ooyenbrugge.

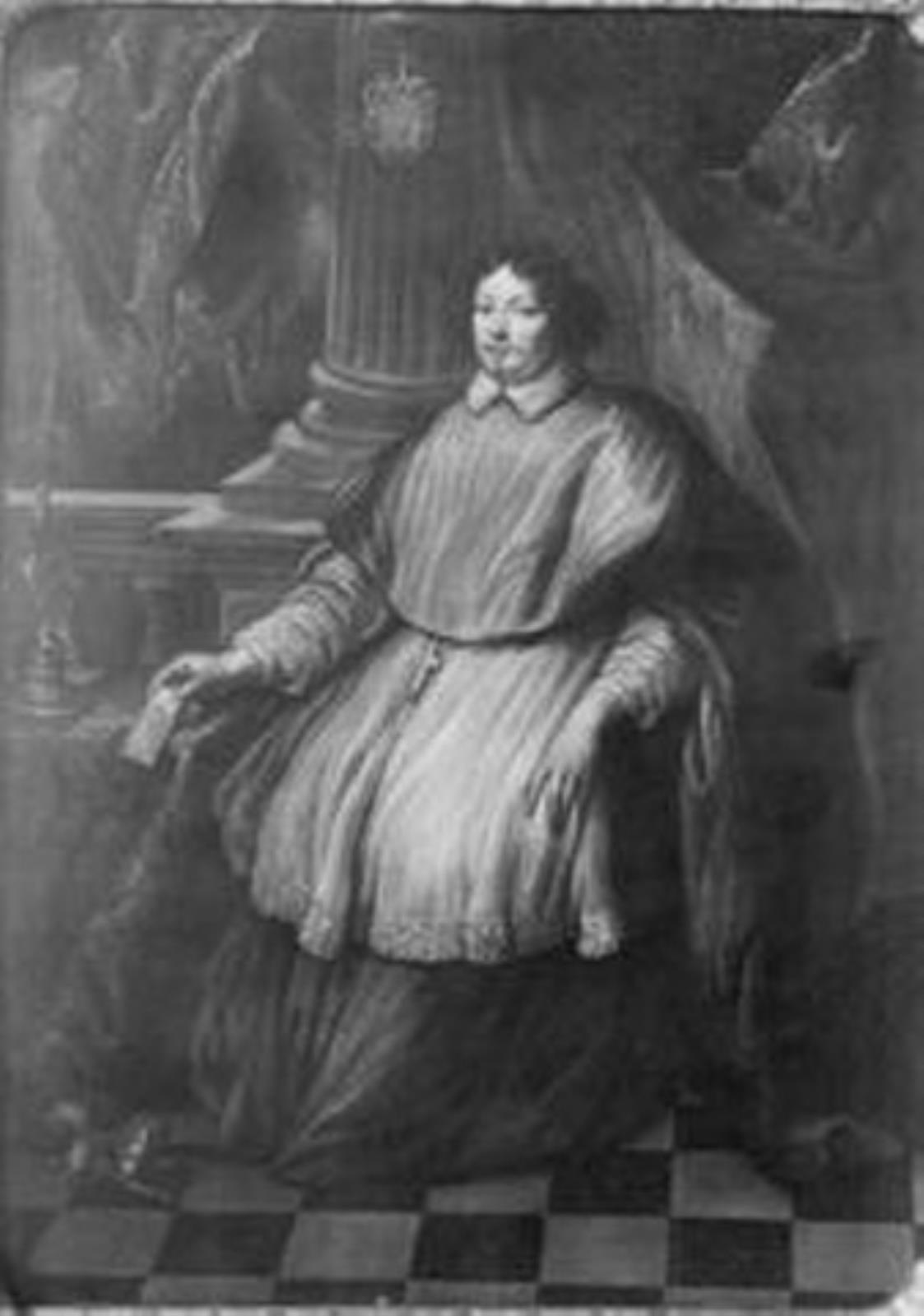
Alphonse de Berghes, archevêque de Malines
Blason d'Alphonse de Berghes

## Abbatiat
L'abbé Philippe van Tuycom est juge synodal de l'archevêché de Malines en 1683.
En 1687, huit des religieux de l'abbaye de Parc sont promus au grade de licencié en théologie, un tableau commémoratif existant sur le site en rappelle le souvenir.
En 1689, il devient député et assesseur des États de Brabant.
Il rencontre une période de vie plus calme que celle de ses prédécesseurs, période de vie plus intérieure, consacrée aux études suivies. Cela étant, les guerres de Louis XIV, à partir de l'année 1693, ainsi que le séjour à l'abbaye, pendant sept semaines, de Guillaume III, roi d'Angleterre, ne sont pas favorables à un grand essor intellectuel.

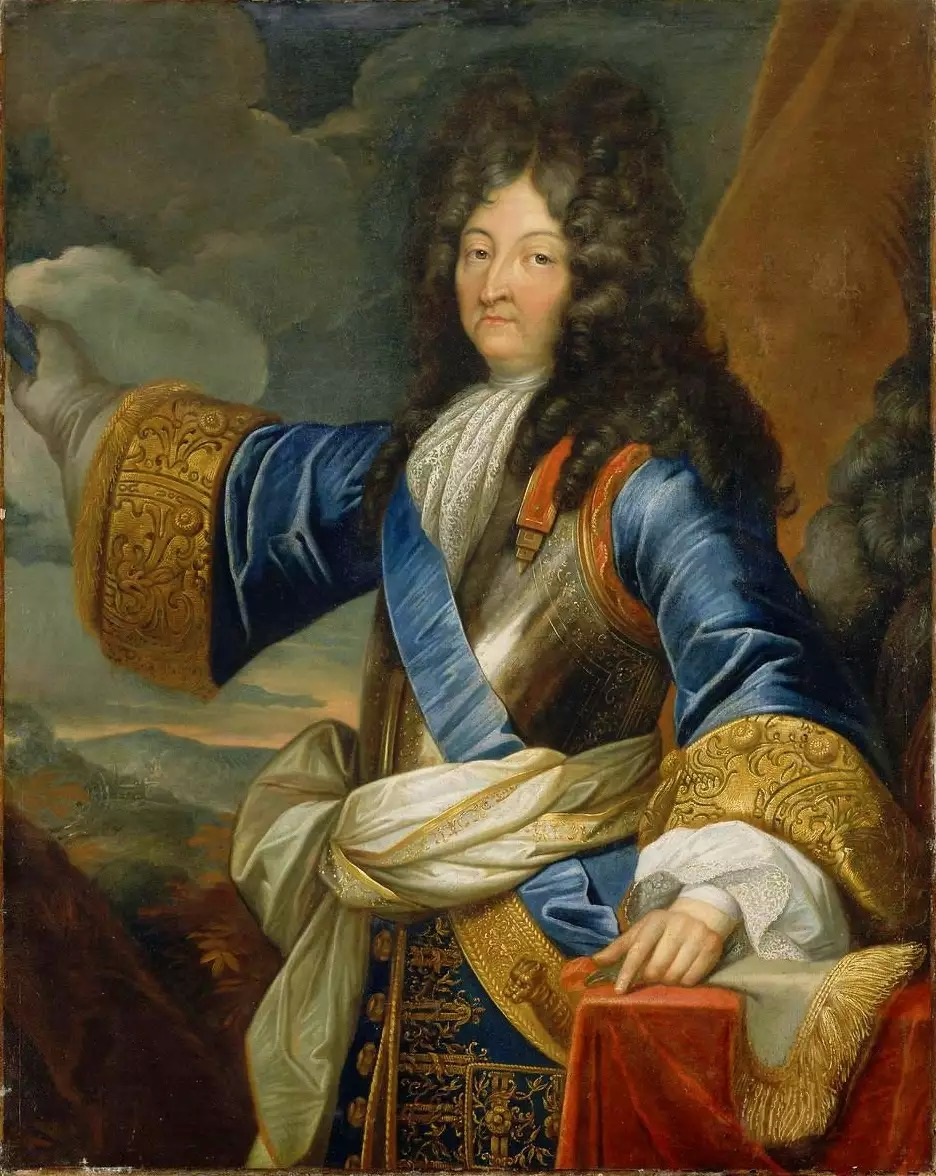
Louis XIV, roi de France
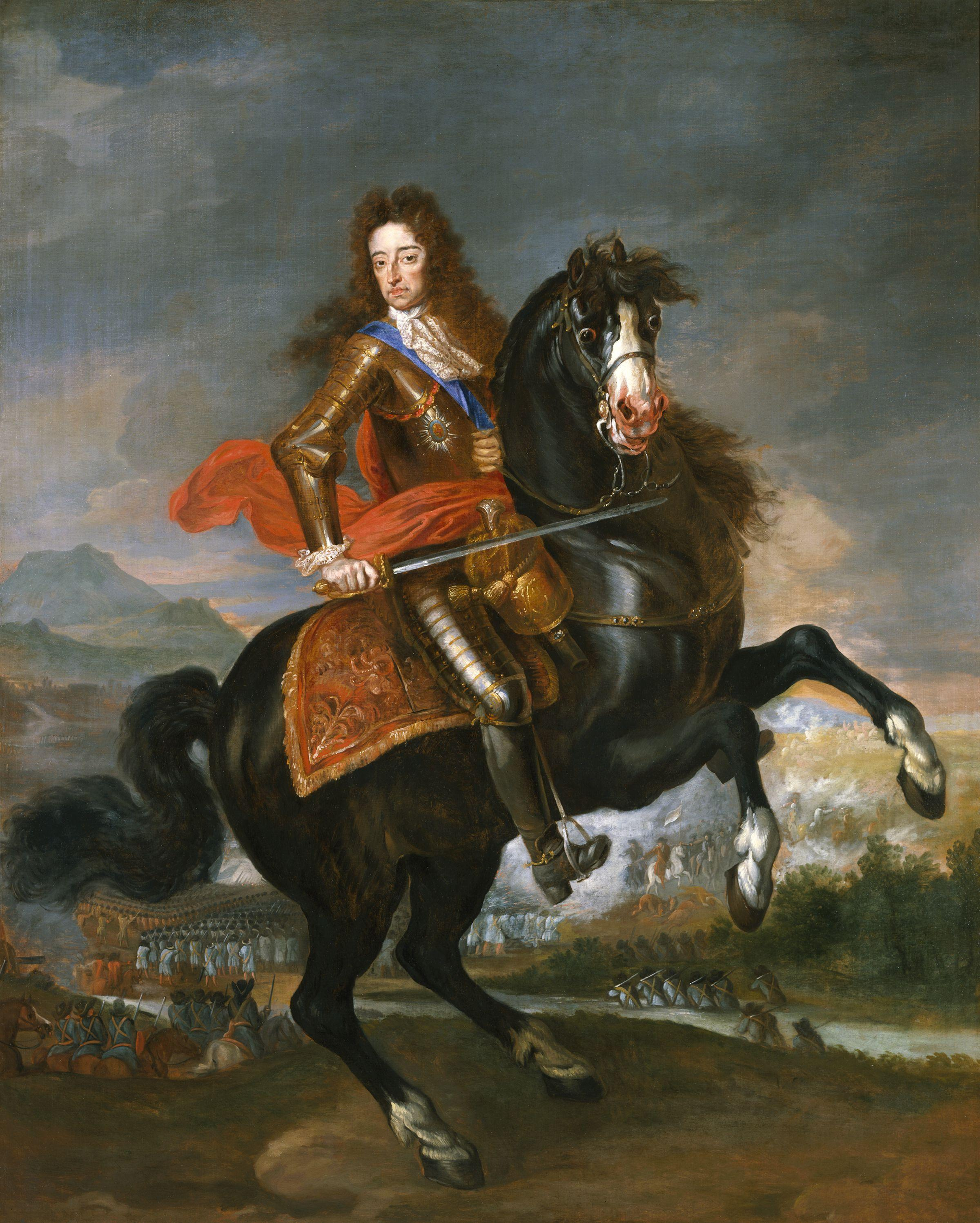
Guillaume III, roi d'Angleterre

## Postérité

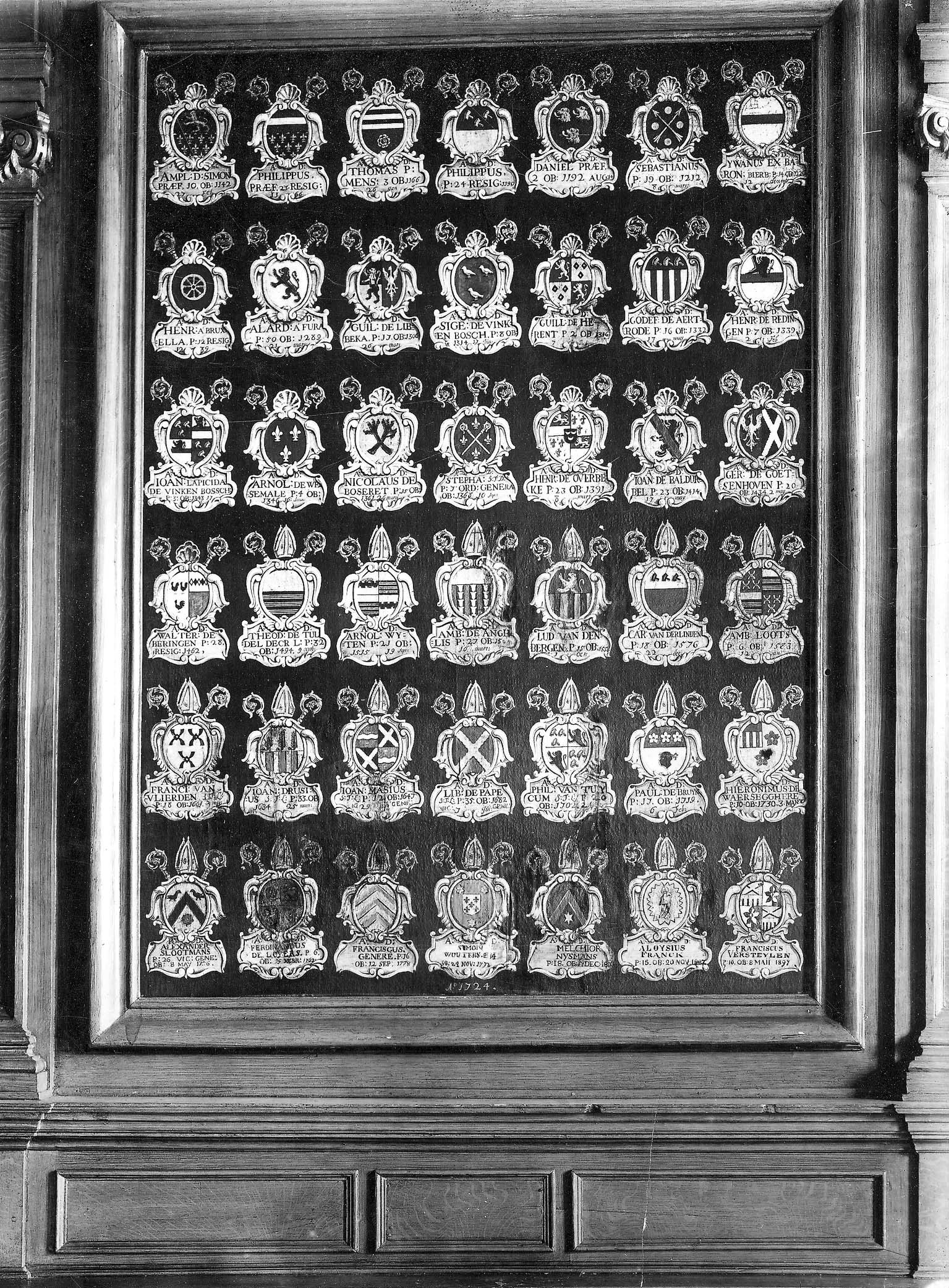
Tableau des armes des abbés de Parc (1724)

### Portrait
Le portrait de l'abbé Philippe van Tuycom est conservé à Parc.

### Armes de l'abbé
S'agissant des armes de l'abbé Philippe van Tuycom, J.E. Jansen, indique un blasonnement trop incertain qui ne permet pas de dessiner ce blason, car « écartelé, aux 1 et 4 d'or à 3 maillets penchés de sinople ou d'azur, aux 2 et 3 d'argent à un lion issant de sable » fait état d'un doute réel sur la couleur « sinople ou azur ». La devise associée à ces armes est : « Labore vinces »,.
En plus du tableau de synthèse daté de 1724 identifiant les armes de tous ses abbés, une représentation de ces armes est conservée à l'abbaye de Parc. En outre, un examen de l'armorial des abbés de Parc permet de visualiser rapidement les armes de tous les autres abbés de l'établissement religieux.